# Río de Janeiro (metropolitana di Buenos Aires)
Río de Janeiro  è una stazione della linea A della metropolitana di Buenos Aires.
Si trova sotto all'avenida Rivadavia, in corrispondenza dell'incrocio con avenida Río de Janeiro e avenida La Plata, tra i barrios Almagro e Caballito.

## Storia
La stazione fu inaugurata il 1º aprile 1914 come capolinea della linea A. Cessò di essere capolinea il 14 luglio dello stesso anno, quando la linea venne ampliata fino alla stazione di Primera Junta.

## Servizi
La stazione dispone di:
- Biglietteria a sportello
- Biglietteria automatica